# (126154) 2001 YH140
(126154) 2001 YH140 ist ein großes transneptunisches Objekt im Kuipergürtel, das bahndynamisch als resonantes Kuipergürtel-Objekt (3:5–Resonanz) eingestuft wird. Aufgrund seiner Größe gehört der Asteroid möglicherweise zu den Zwergplanetenkandidaten.

## Entdeckung
2001 YH140 wurde am 18. Dezember 2001 von einem Astronomenteam, bestehend aus Chad Trujillo (Gemini-Observatorium) und Mike Brown (CalTech) (beide offiziell) sowie Eleanor „Glo“ Helin, Steven Pravdo, Kenneth Lawrence und Michael Hicks, mit dem 1,5–m–Reflektor- und dem 1,2–m–Oschin-Schmidt-Teleskop des Palomar-Observatoriums (Kalifornien) entdeckt. Die Entdeckung wurde am 20. März 2002 zusammen mit 2001 YJ140 und 2001 DV108 bekanntgegeben, der Planetoid erhielt später von der IAU die Kleinplaneten-Nummer 126154.
Der Beobachtungsbogen des Planetoiden beginnt mit der offiziellen Entdeckungsbeobachtung am 18. Dezember 2001. Seither wurde der Planetoid durch das Herschel-Weltraumteleskop sowie verschiedene erdbasierte Teleskope beobachtet. Im April 2017 lagen insgesamt 216 Beobachtungen über einen Zeitraum von 14 Jahren vor. Die bisher letzte Beobachtung wurde im April 2015 am Pan-STARRS-Teleskop (PS1) (Maui) durchgeführt. (Stand 19. März 2019)

## Eigenschaften

### Umlaufbahn
2001 YH140 umkreist die Sonne in 273,95 Jahren auf einer leicht elliptischen Umlaufbahn zwischen 36,40 AE und 47,95 AE Abstand zu deren Zentrum. Die Bahnexzentrizität beträgt 0,137, die Bahn ist 11,10° gegenüber der Ekliptik geneigt. Derzeit ist der Planetoid 37,11 AE von der Sonne entfernt. Das Perihel durchlief er das letzte Mal 2000, der nächste Periheldurchlauf dürfte also im Jahre 2274 erfolgen.
Sowohl Marc Buie (DES) als auch das Minor Planet Center klassifizieren den Planetoiden als RKBO (3:5-Resonanz mit Neptun); letzteres führt ihn auch als Nicht-SDO und allgemein als Distant Object.

### Größe und Rotation
Derzeit wird von einem Durchmesser von 345 km ausgegangen, basierend auf einem Rückstrahlvermögen von 8 % und einer absoluten Helligkeit von 5,8 m, was anhand der Daten des Herschel-Weltraumteleskops ermittelt wurde. Ausgehend von diesem Durchmesser ergibt sich eine Gesamtoberfläche von etwa 374.000 km². Die scheinbare Helligkeit von 2001 YH140 beträgt 21,25 m, die mittlere Oberflächentemperatur wird anhand der Sonnenentfernung auf 42 K (−231 °C) geschätzt.
Mike Brown führt 2001 YH140 bisher nicht in seiner Webseite über die Zwergplanetenkandidaten; gemäß Browns 5-Klassen-System würde er dennoch die Kriterien für eine Einstufung als vielleicht ein Zwergplanet erfüllen, da es denkbar ist, dass sich 2001 YH140 aufgrund seiner Größe im hydrostatischen Gleichgewicht befinden könnte und er somit weitgehend rund sein könnte.
Anhand von Lichtkurvenbeobachtungen 2009 rotiert 2001 YH140 in 13 Stunden und 15,0 Minuten einmal um seine Achse. Daraus ergibt sich, dass er in einem 2001 YH140-Jahr 181240,7 Eigendrehungen („Tage“) vollführt. Dies ist allerdings noch mit einigen Unsicherheiten behaftet, da die damalige Beobachtungszeit nicht ausreichte und die Fehlerquote bei ungefähr 30 % liegt. Ein abweichendes Ergebnis eines anderen Astronomenteams legte dagegen eine Rotationsperiode von 8 Stunden und 27 Minuten nahe, was die Anzahl der 2001 YH140-Tage auf 284193,9 Umdrehungen erhöhen würde. Letztere Einschätzung gilt allerdings als eher unwahrscheinlich.
| Jahr                                         | Abmessungen km | Quelle              |
| -------------------------------------------- | -------------- | ------------------- |
| 2010                                         | 345,0 ± 45,0   | Mueller u. a.       |
| 2013                                         | 350,0          | Mommert u. a.       |
| 2015                                         | 333,83         | LightCurve DataBase |
| Die präziseste Bestimmung ist fett markiert. |                |                     |